# 姫栗村
姫栗村（ひめぐりむら）は、かつて岐阜県恵那郡にあった村である。
現在の恵那市笠置町姫栗に該当する。

## 大字・字
- 大字:無し
- 字:市木、松葉、寺田、南、田澤、中切、上田、幸徳、古田、神の木、切り山、猪狩、洞、見戸、影岩、加須里、鶴ケ根

## 歴史
- 元は蘇原荘安弘見郷加茂郡姫栗村であったが、正保年間(1645年〜1648年)に加茂郡から恵那郡に移ったと伝えられている。
- 1889年（明治22年）7月1日 - 町村制により姫栗村が発足[2]。
- 1897年（明治30年）4月1日 - 恵那郡毛呂窪村、加茂郡河合村と合併し、笠置村が発足。同日姫栗村は廃止。